# Pieta Brown
Pieta Brown (1973) es una cantautora estadounidense.  Ha actuado con artistas como Mark Knopfler, John Prine, Amos Lee, Justin Vernon y Calexico.

## Comienzos
Brown nació en la ciudad de Iowa, Iowa. Su crianza estuvo expuesta a la música folk tradicional y rural a través de su padre, el cantautor Greg Brown. Brown pasó su niñez trasladándose por 17 residencias diferentes entre Iowa y Alabama. Viviendo con su madre en Alabama, Brown empezó a escribir poesía y a componer canciones instrumentales.

## Carrera
Su colaborador Bo Ramsey produjo en 2002 su disco de debut, Pieta Brown y coprodujo en 2005 su álbum In the Cool, el cual fue nominado como uno de los mejores del año por Amazon. El álbum siguiente Remember The Sun fue publicado en 2007 y fue citado como uno de los mejores del año en un artículo del Wall Street Journal.  Después de la publicación de su siguiente álbum, One and All, Brown se unió a la gira americana de Mark Knopfler, también hace una serie de actuaciones con John Prine, participa en un espectáculo orquestal completo con Brandi Carlile y hace una gira de actuaciones propia por Australia. En 2009 su EP, Shimmer fue producido por Don Was que se interesó después de oírla en la radio de su coche, en una actuación en vivo.
Además de Mark Knopfler, John Prine y Brandi Carlile, Brown ha compartido escena con JJ Cale, Emmylou Harris, Richard Thompson, Ani DiFranco, Calexico, Neko Case, Mason Jennings, Shawn Mullins, Carrie Rodriguez y Jim Lauderdale.  Ha actuado en festivales por todas partes de América del Norte, incluyendo Bonnaroo, Mountain Jam, Edmonton Folk Music Festival y otros. 
Pieta está considerada "una de los mejores compositores modernos" (Sonic Boomers) y "un verdadero talento" (iTunes). O, como dijo su madrastra actual, Iris DeMent, "una de las mejores poetas que he escuchado en mucho tiempo". Incluso su propio padre, el icono popular, Greg Brown, grabó una de sus canciones en su nuevo álbum Freak Flag.
Con el lanzamiento de su álbum Mercury, Pieta se hizo un nombre como una trovadora americana moderna. Con una profunda inspiración en el blues y el folk más allá de sus años y un poco de swagger hipster, ella sigue doblando formas para adaptarlas a su estilo floreciente e inconfundible. Desde las pequeñas ciudades hasta las grandes ciudades, Pieta se encuentra como en casa cantando sus canciones donde quiera que la música la lleve. Continuamente revelando nuevas capas como intérprete y compositor, Pieta Brown es una artista que trasciende de su tiempo.

## Vida personal
Brown está casada con el guitarrista y productor Bo Ramsey.

## Discografía

### Álbumes
- Postcard (Lustre, 2017)
- Paradise Outlaw - (Red House Records, 2014)
- Mercury - (Red House Records, 2011)
- One and All - (Red House Records, 2010)
- Remember the Sun – (One Little Indian, 2007)
- In the Cool – (Valley Entertainment, 2005)
- Pieta Brown – (Trailer Records, 2002)

### EP
- Shimmer EP - (Red House Records, 2009)
- Flight Time EP - (T Records, 2008)
- I Never Told EP – (T Records, 2003)

### Sencillos y recopilaciones
- Dirt Road Blues - from the album A Nod to Bob 2 (Red House Records, 2011)
- King Of My Heart - from the album Think Out Loud.[3] (Ezekiel Records, 2010)
- Birds - from the album Before The Goldrush: A Project to Benefit Teach For America (2008)
- This Land Is Your Land featuring Calexico (2007)
- Spell of Wheels - from the album A Case For Case: A Tribute to the Songs of Peter Case (2006)

### Apariciones de invitada especial
- 2004: Greg Brown - Honey in the Lion's Head (Tráiler)
- 2008: Bo Ramsey - Fragile (Continental Song City)
- 2008: Calexico - Carried to Dust (Quarterstick)
- 2008: The Wood Brothers - Loaded (Blue Note)
- 2011: Amos Lee - Mission Bell (Blue Note)
- 2012: Calexico - Algiers (Anti-)
- 2015: Calexico - Edge of the Sun (Quarterstick)
- 2015: Iris DeMent - The Trackless Woods (Flariella)
- 2016: The Pines - Above The Prairie (Red House)